# Lazarus You Heung-sik
Lazarus You Heung-sik (kor. 유흥식 (라자로), hancha 兪興植; ur. 17 listopada 1951 w Nonsan) – południowokoreański duchowny rzymskokatolicki, doktor nauk teologicznych specjalizujący się w dziedzinie teologii fundamentalnej, biskup koadiutor Daejeon w latach 2003–2005, biskup diecezjalny Daejeon w latach 2005–2021, arcybiskup ad personam od 2021, prefekt Dykasterii ds. Duchowieństwa od 2021 (do 2022 Kongregacji ds. Duchowieństwa), kardynał diakon od 2022, członek Papieskiej Komisji ds. Państwa Watykańskiego od 2024.

## Życiorys
Święcenia prezbiteratu przyjął 9 grudnia 1979 i został inkardynowany do diecezji Daejeon. Studiował na Papieskim Uniwersytecie Laterańskim, gdzie uzyskał dyplom z zakresu teologii fundamentalnej. Posługiwał m.in. jako dyrektor domu rekolekcyjnego Solmoe w Dangjin oraz rektor wyższego seminarium diecezjalnego, związany jest także z ruchem Focolari.
9 lipca 2003 papież Jan Paweł II mianował go biskupem koadiutorem diecezji Daejeon. Święcenia biskupie otrzymał 19 sierpnia 2003 w Chang Mu Gymnasium w Daejeon. Głównym konsekratorem był Joseph Kyeong Kap-ryong, biskup diecezjalny Daejeon, a współkonsekratorami Mathias Ri Iong-hoon, biskup pomocniczy suwoński, i Joseph Lee Han-taek, biskup pomocniczy seulski. Jako zawołanie biskupie przyjął słowa „Lux mundi” (Światłość świata), zaczerpnięte z Ewangelii według świętego Jana (J 8,11). 4 marca 2005, po przyjęciu przez papieża rezygnacji biskupa Josepha Kyeong Kap-ryong, objął urząd biskupa diecezjalnego Daejeon.
29 maja 2007 papież Benedykt XVI mianował go członkiem Papieskiej Rady Cor Unum.
11 czerwca 2021 papież Franciszek mianował go prefektem Kongregacji ds. Duchowieństwa i podniósł do godności arcybiskupa. Funkcję prefekta zaczął sprawować 2 sierpnia 2021. W związku z reformą Kurii Rzymskiej ogłoszoną w konstytucji apostolskiej Praedicate Evangelium z dniem 5 czerwca 2022 Kongregacja, na czele której stoi, została przemianowana na Dykasterię. 7 października 2022 papież Franciszek mianował go członkiem Dykasterii: ds. Ewangelizacji, ds. Kultu Bożego i Dyscypliny Sakramentów oraz ds. Biskupów.
29 maja 2022 podczas modlitwy Regina Coeli papież Franciszek ogłosił, że mianował go kardynałem. 27 sierpnia 2022 na konsystorzu w bazylice św. Piotra kreował go kardynałem diakonem, a jako kościół tytularny nadał mu kościół Gesù Buon Pastore alla Montagnola. 20 października 2022 uroczyście objął swój kościół tytularny w Rzymie.
Konsekrował biskupa pomocniczego Daejeon Stephanusa Han Jung-hyun (2021). Był ponadto współkonsekratorem podczas sakr biskupa pomocniczego Daejeon Augustinusa Kim Jong-soo (2009), biskupa polowego Korei Francisa Xaviera Yu Soo-il (2010), biskupa koadiutora Czedżu Piusa Moon Chang-woo (2017), sekretarza Kongregacji ds. Duchowieństwa Andrésa Ferrady Moreiry (2021) i sekretarza Najwyższego Trybunału Sygnatury Apostolskiej Andrei Ripy (2022). 
11 kwietnia 2024 papież Franciszek mianował go członkiem Papieskiej Komisji ds. Państwa Watykańskiego. Brał udział w konklawe 2025, które wybrało papieża Leona XIV.